# 버펄로 에어스테이션

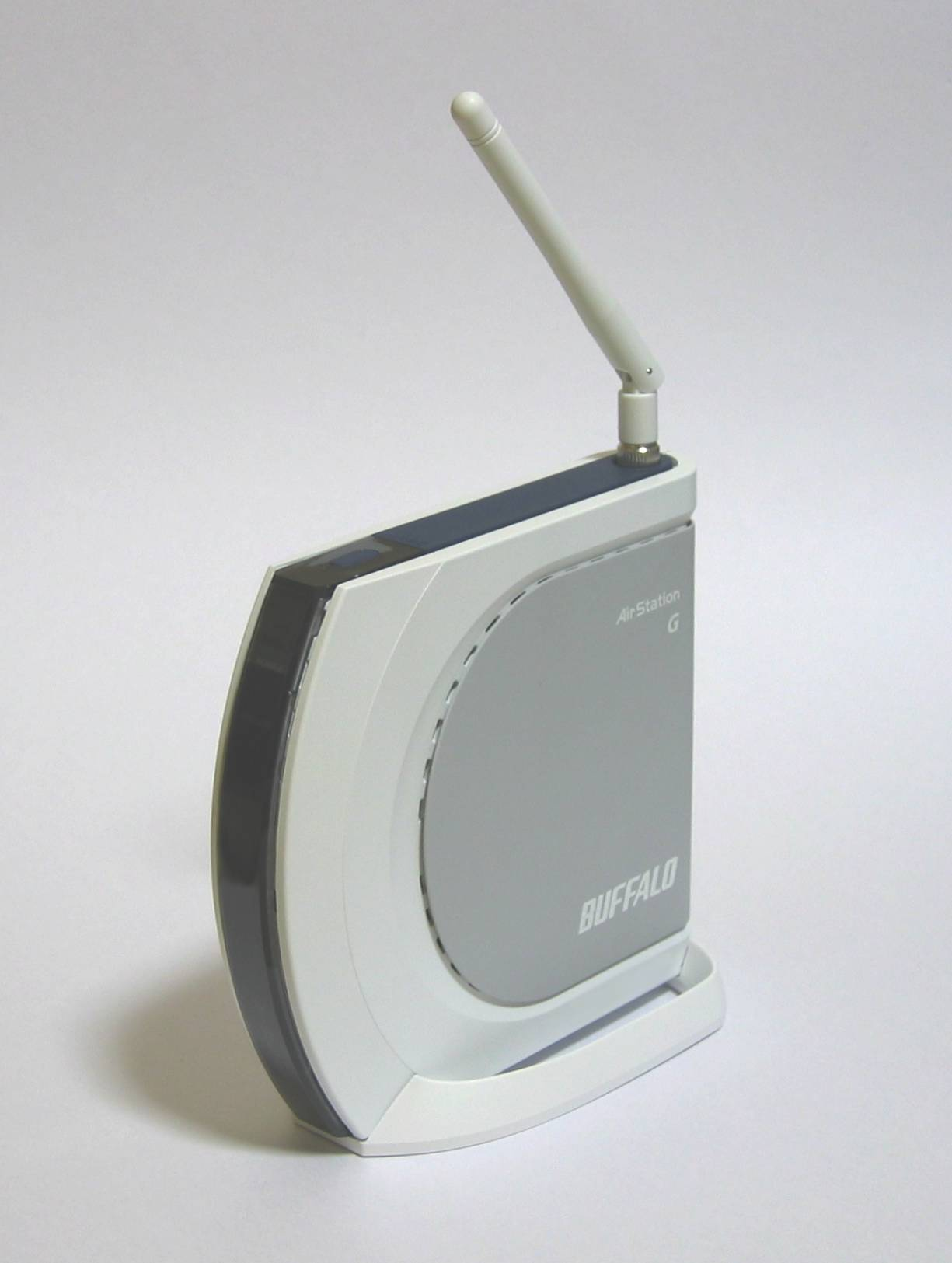
버펄로 에어스테이션 WHR-G54S

버펄로 에어스테이션(Buffalo AirStation)은 버펄로 테크놀로지가 판매하는 무선 LAN 장비 시리즈의 이름이다.

## 제품

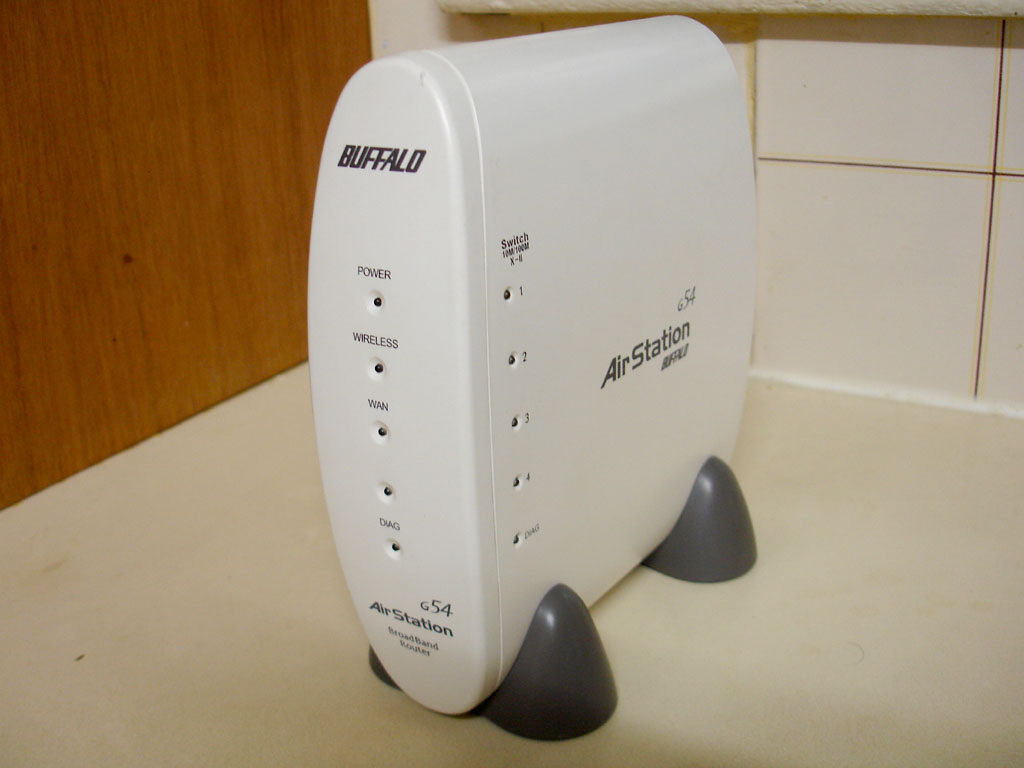
버펄로 에어스테이션 WBR-G54

- 가정용 게이트웨이
- 무선 LAN 카드